# Kirian Rodríguez
Kirian Rodríguez Concepción (Santa Cruz de Tenerife, 5 de marzo de 1996) es un futbolista español que juega como centrocampista en la U. D. Las Palmas en la Segunda División de España.

## Trayectoria
El jugador se formó en la cantera del C. D. Ofra (antes en la base del C. D. Tenerife) y en 2013 llegaría a la estructura de la Unión Deportiva Las Palmas para jugar en categoría juvenil. En 2015 debutó con la Unión Deportiva Las Palmas "C" y la temporada siguiente formó parte de Las Palmas Atlético.
El centrocampista tinerfeño jugó durante 3 temporadas en Las Palmas Atlético, logrando explotar en la temporada 2018-19 a las órdenes de Juan Manuel Rodríguez en el Grupo I de Segunda División B.
En verano de 2019, pasó a formar parte del primer equipo de la U. D. Las Palmas en la Segunda División de España. En la temporada 2021-22 fue uno de los jugadores más importantes de la plantilla, alcanzando sus mejores registros hasta la fecha con 5 goles y 5 asistencias.
En el verano de 2022 le fue detectado un cáncer linfático, que lo dejó fuera de la plantilla al menos hasta 2023. Desde el 30 de diciembre volvió a entrenar y el 10 de enero fue dado de alta médica, dando por superada la enfermedad. El 12 de enero se confirmó que recuperaba la ficha en el primer equipo. Volvió a jugar un partido oficial el 30 de abril ante el Real Zaragoza, saliendo desde el banquillo, 8 meses después de comunicar su cáncer. El 25 de mayo de 2023 renovó su contrato hasta 2026.
En el último mes de la temporada 2022-23 aun tuvo tiempo de participar y contribuir en el ascenso del club amarillo a Primera División. En su debut en la máxima categoría se convierte en un referente del equipo y en una de las revelaciones de la liga, marcando goles y alcanzando galardones como Mejor jugador del mes de enero. El 14 de febrero de 2024 amplió de nuevo su contrato hasta 2028.
El 6 de febrero de 2025 dio una rueda de prensa en la que comunicó su recaída en el cáncer que padeció y por tanto la necesidad de reiniciar el tratamiento causando baja al menos seis meses. En las horas siguientes recibió mensajes de apoyo de todos los equipos e instituciones del fútbol español.

## Clubes
| Club                | País   | Año       |
| ------------------- | ------ | --------- |
| Las Palmas Atlético | España | 2016-2019 |
| U. D. Las Palmas    | España | 2019-     |